# Schokoladen- und Zuckerwarenfabrik Schondorff & Curio

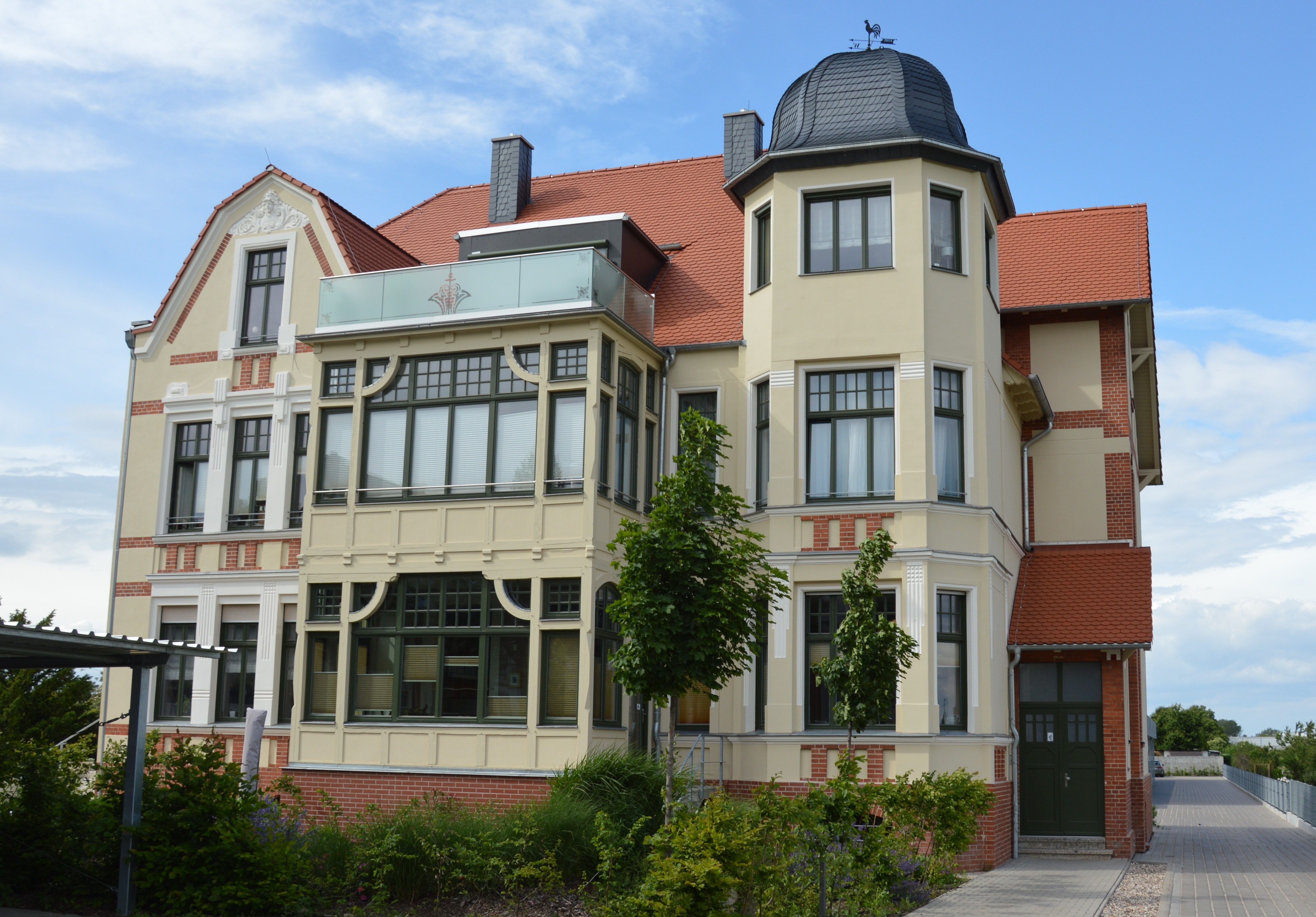
Ehemalige Fabrikantenvilla (2017)

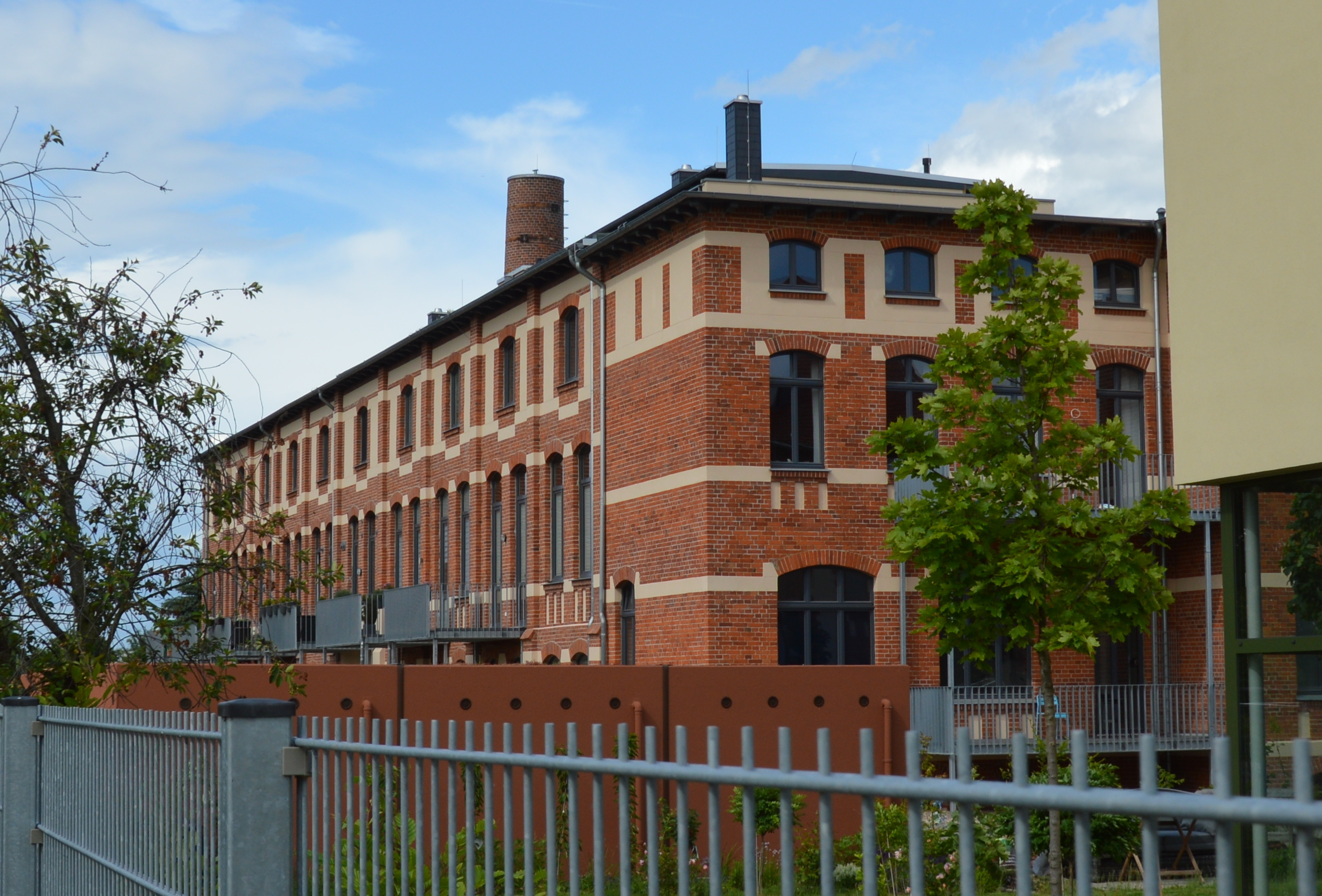
Fabrikgebäude nach Umbau zur Wohnnutzung (2017)

Die Schokoladen- und Zuckerwarenfabrik Schondorff & Curio war eine Fabrikanlage in Magdeburg in Sachsen-Anhalt. Ihre erhalten Bauten stehen unter Denkmalschutz und werden heute als Wohngebäude genutzt.

## Lage
Sie befindet sich auf der Nordseite der Braunschweiger Straße im Magdeburger Stadtteil Sudenburg an der Adresse Braunschweiger Straße 44.

## Architektur und Geschichte
Das Unternehmen wurde 1887 gegründet und siedelte sich in der Braunschweiger Straße in Sudenburg an. In den Jahren 1905/1906 wurden die heute noch erhaltenen Gebäude nach Plänen des Architekten Peter Schneider errichtet. Zur Straße hin entstand dabei traufständig eine repräsentative Fabrikantenvilla. Das Fabrikationsgebäude entstand nördlich hinter der Villa.
Die zweigeschossige verputzte Villa ist durch Risalit und Erker geprägt. Der zur Ostseite zeigende Seitengiebel ist als gebrochener Giebel ausgeführt. Die asymmetrische Fassade wird durch unterschiedliche Fensterformate belebt und ist im Stil des Jugendstils mit geometrischen Formen geschmückt, wobei sich rote ziegelsichtige Flächen und verputzte helle Bereiche abwechseln. Bedeckt wird die Villa von einem Walmdach. Seitlich an die Villa grenzte ursprünglich ein Garten, in dem sich ein Springbrunnen befand.
Das eigentliche Fabrikationsgebäude ist als schlichter langgestreckter roter Ziegelbau mit einem erd-, Ober- und Dachgeschoss ausgeführt. Die Fassade ist mit einer sparsamen hellen Putzgliederung versehen. Bedeckt ist der Bau mit einem flachen Satteldach. Der ursprüngliche Entwurf sah eine achtzehnachsige Ausführung vor. Die ursprünglich schmiedeeisernen Fenster ließen sich nur zum Teil nach außen öffnen. Die Decken im Inneren des Baus waren mit I-Trägern, Hohlsteinen und Spannbeton erstellt und mittels schmiedeeiserner Säulen gestützt. In das Gebäude wurde ein Schornstein integriert. Insgesamt waren in dem Bau 71 Arbeitsplätze, 53 für Frauen und 18 für Männer vorgesehen. Im Erdgeschoss waren neben Fabrikationsräumen auch Pack- und Lagerflächen vorgesehen. Insgesamt sollten hier 23 Frauen und 5 Männer arbeiten. Im Obergeschoss waren neben dem Kontor, auch die Räume für die Schokoladenherstellung, Kocherei, Rösterei sowie die Trockenkammer vorgesehen. Hier sollten die Arbeitsplätze von 30 Frauen und 13 Männer sein. Im Dachgeschoss befand sich die Bäckerei mit einem kleinen Backofen sowie Lagerräume. Durch zwei auf das Dach gesetzte Laternen fiel zusätzliches Licht in das Dachgeschoss.
Das Erdgeschoss beherbergte hinter einem großen mittig angeordnetem Tor eine Lokomobile der Firma R. Wolf AG.
Schondorff & Curio produzierten Süßwaren. Zu den vertriebenen Marken gehörten Elb-Schokolade, Frappant-Schokolade, Lugano-Schokolade, Alpen-Milch-Schokolade, Frauenstolz-Schokolade, F.F. Lebkuchen, Liegnitzer Bomben und Makronen. Von 1932 bis 1949 nutzte das Unternehmen Danneil & Kögel, Gesellschaft für Keks- und Waffelherstellung mbH die Produktionsstätte. Ab 1947 hatte auch die Likörfabrik Karl Kaufmann hier eine Produktionsstätte. 1952 bezog dann die Bonbonfabrik Elbröwer die Anlage. Nach 1990 wurde das Fabrikgebäude zeitweise als Club Fabrik genutzt. Ab dem Ende des 20. Jahrhunderts stand die Anlage jedoch leer. Im 21. Jahrhundert erfolgte eine Sanierung der Villa und ein Umbau der Fabrik zum Wohnhaus.
Im Denkmalverzeichnis für Magdeburg ist die Fabrik unter der Erfassungsnummer 094 71102 als Baudenkmal verzeichnet.
Die Villa gilt als prägend für das Straßenbild.